# Salamaua
Salamaua (englisch Salamaua Peninsula, in der deutschen Kolonialzeit Helahalbinsel genannt) ist eine kleine Halbinsel an der nördlichen Küste von Neuguinea in Papua-Neuguinea, südlich von Lae.

## Allgemeines
Die Halbinsel ist Teil der Salamaua Rural LLG in der Provinz Morobe und durch einen schmalen Isthmus von Neuguinea getrennt. Auf dem Isthmus befand sich früher die Siedlung Salamaua, die im Zweiten Weltkrieg vollständig zerstört wurde. Die Halbinsel trennt den Salamaua Harbour (ehemals Samoahafen) und die Bayern Bay (ehemals Bayernbucht) und ist inklusive des Isthmus ca. 6 Kilometer lang und an der breitesten Stelle ca. 1,8 Kilometer breit. Der nördlichste Punkt ist der Bumung Point (auch Parsee Point, ehemals Kap Parsee).

## Geschichte

### Kolonialzeit
Die Halbinsel wurde 1886 von Georg von Schleinitz, dem ersten Landeshauptmann der Neuguinea-Kompanie, benannt. Sie war ab 1899 Teil der deutschen Kolonie und ging nach Ende des Ersten Weltkriegs in australischen Mandatsbesitz über.
In der Gegend trugen um 1920 Goldfunde zum Wohlstand der Bevölkerung bei.

### Zweiter Weltkrieg

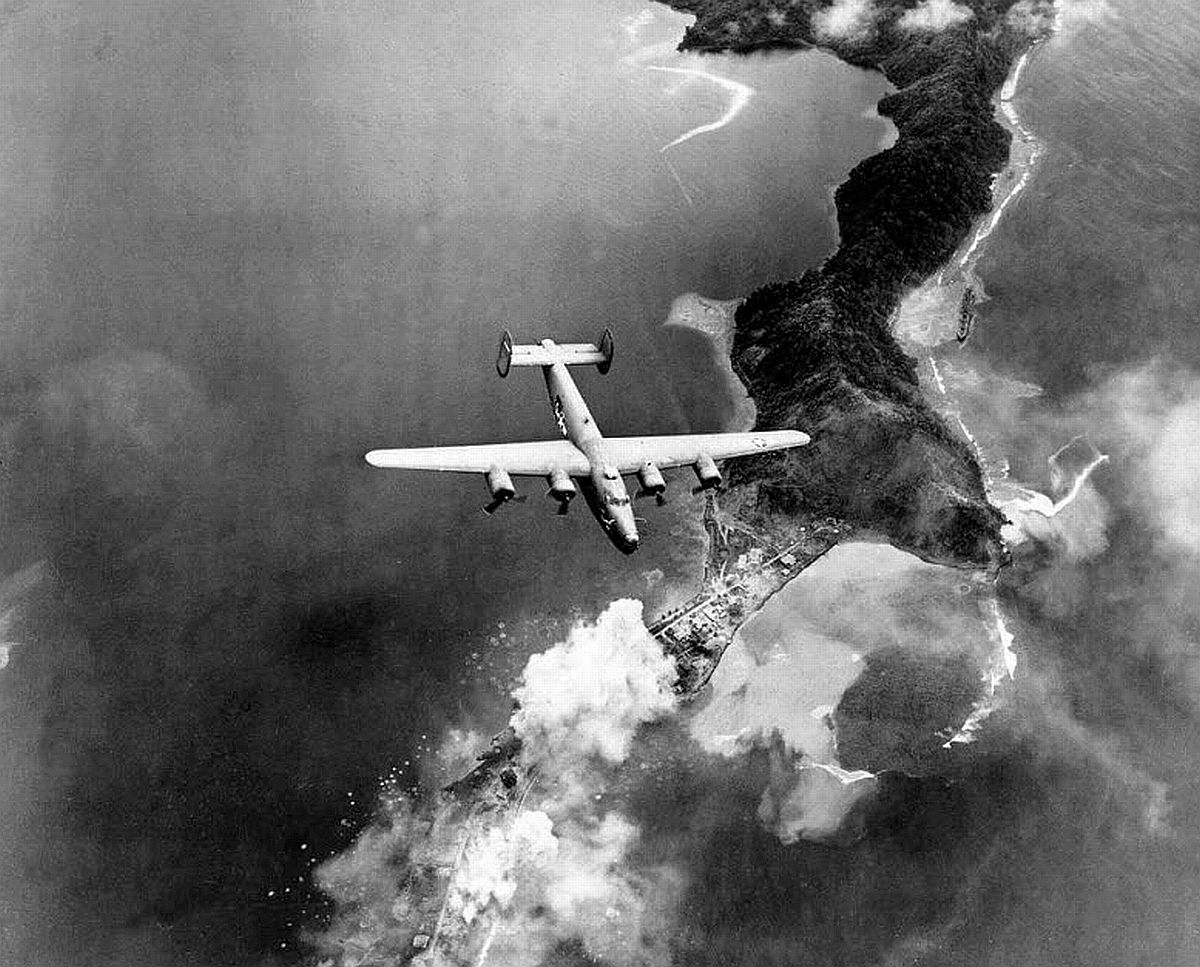
United States Army Air Forces B-24 Liberator Bomber über Explosionen auf der Salamaua Halbinsel

Am 22. Januar 1942 wurden die australischen Truppen von Salamaua evakuiert. Wenig später, am 8. März 1942 landeten japanische Truppen im Zuge der Eroberungen in Neuguinea auf Salamaua und errichteten dort einen Stützpunkt.
Im Zuge der Schlacht um Neuguinea wurde Salamaua am 28. Juni 1942 Ziel eines Überfalls australischer Kommandoeinheiten. Endgültig wurde die Gegend während der Salamaua-Lae-Kampagne (englisch Salamaua–Lae campaign) von australischen und US-amerikanischen Streitkräften unter der Führung von General Douglas MacArthur zurückerobert. Die letzten Verteidiger ergaben sich am 12. September 1943. Während der Rückeroberung wurde die Stadt Salamaua vollständig zerstört.
Auch heute findet man auf der Salamaua noch Reste alter Stellungen und Fahrzeuge. Nach der Halbinsel wurde unter anderem ein US-Flugzeugträger benannt, die Salamaua.

### Salamaua heute
Heute befinden sich die Dörfer Kela und Lagui in der Umgebung von Salamaua sowie Ferienhäuser, die hauptsächlich Wochenendurlaubern mit Hauptwohnsitz in Lae gehören. Für die Einheimischen sind Tourismus und Fischfang die Haupteinnahmequellen.